# Chapelle Sainte-Marguerite d'Epfig
La chapelle Sainte-Marguerite est une chapelle catholique, classée monument historique, située à Epfig, dans le département français du Bas-Rhin.

## Localisation
Ce bâtiment est situé rue Sainte-Marguerite à Epfig.

## Historique
La chapelle Sainte-Marguerite qui existait dès le haut Moyen Âge était située dans le hameau de Sainte-Marguerite. Ses parties les plus anciennes datent du XIe siècle.
Un ossuaire du XIXe siècle a été reconstruit sur d'anciennes fondations. Une partie des ossements daterait de la guerre des paysans de 1525. Les autres proviendraient du cimetière de chapelle Sainte-Marguerite et de celui de Kollwiller, un village disparu qui était situé à l'Est d'Epfig.
L'édifice fait l'objet d'un classement au titre des monuments historiques depuis 1876.

## Architecture

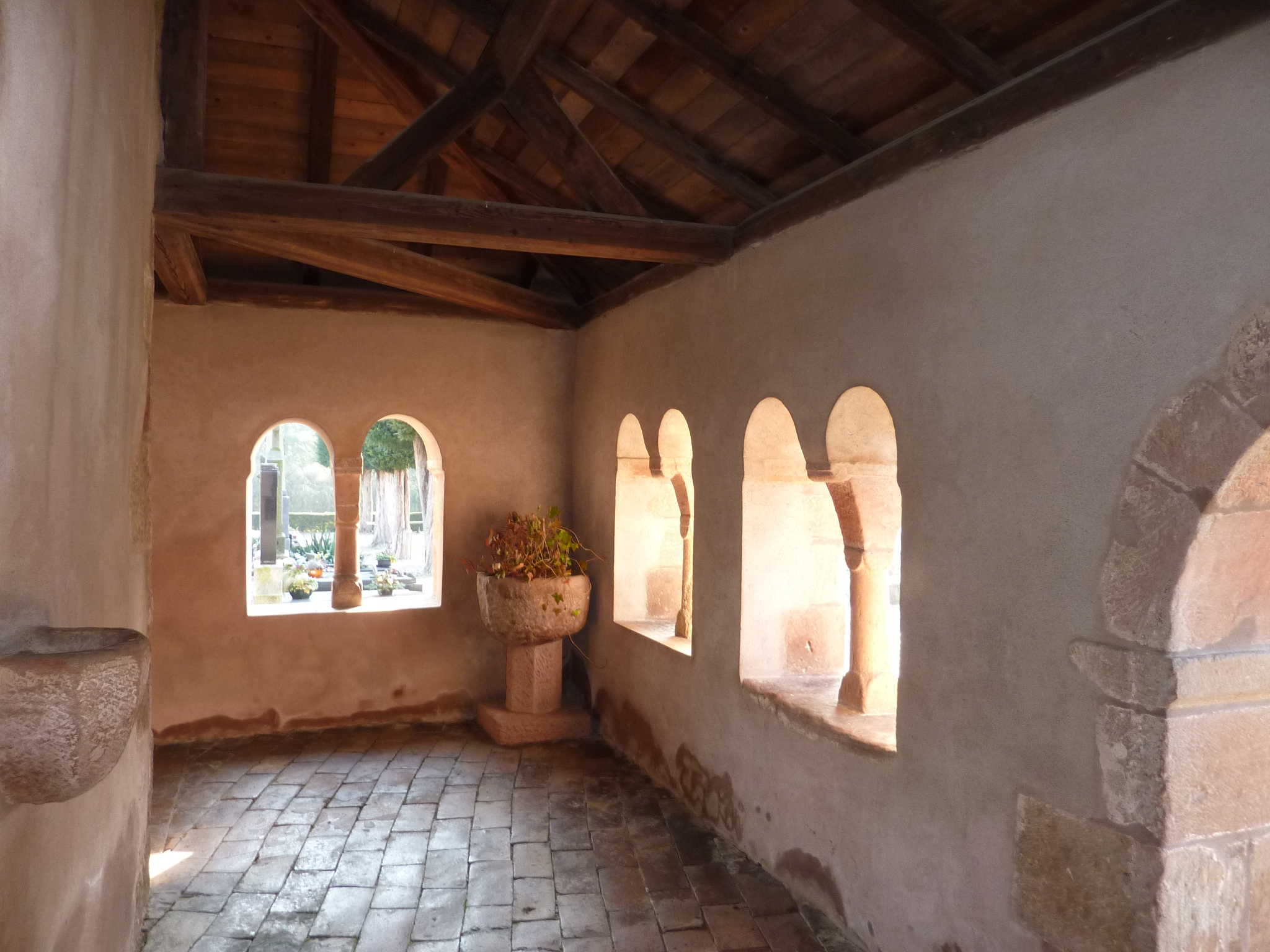
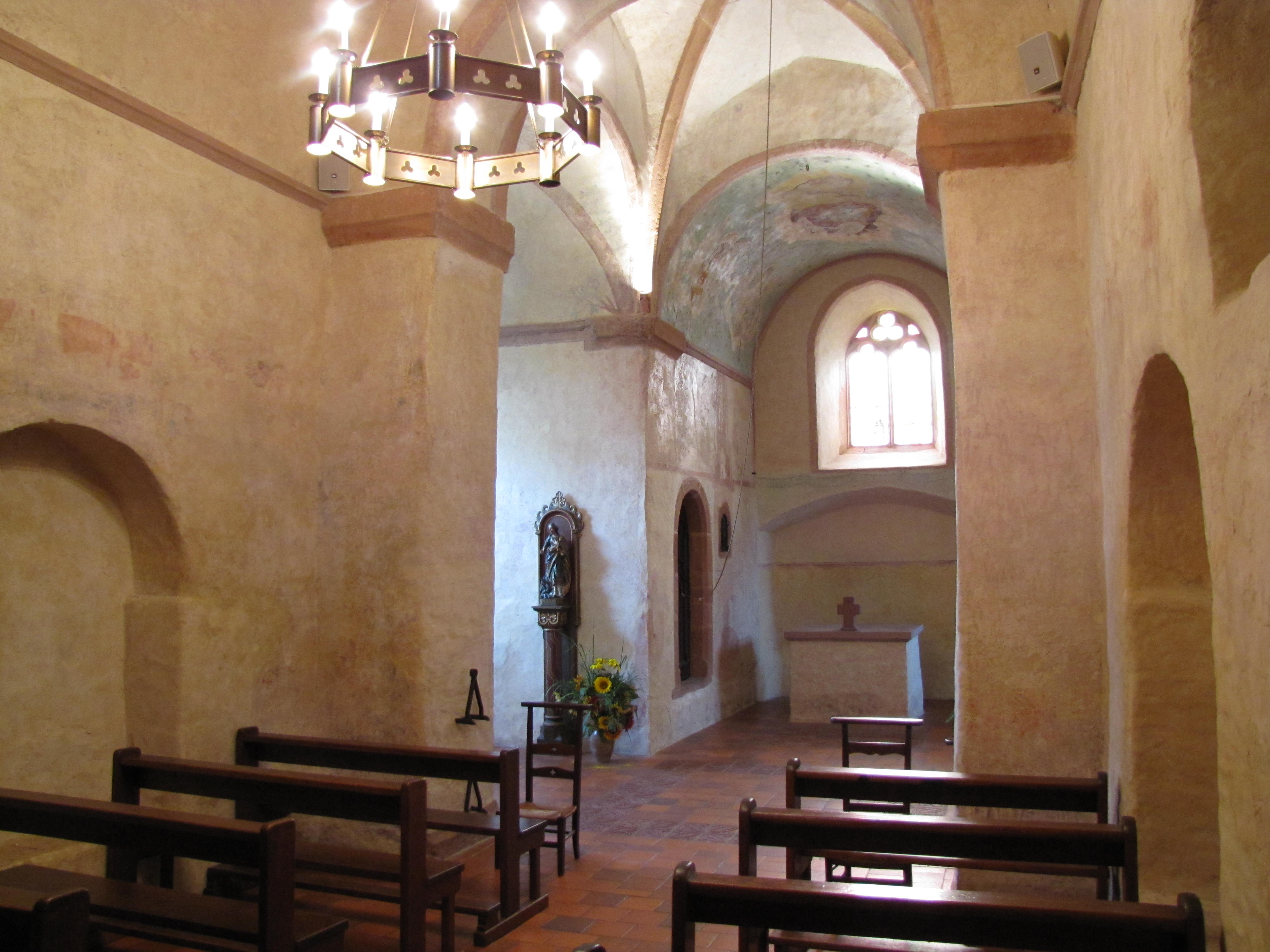
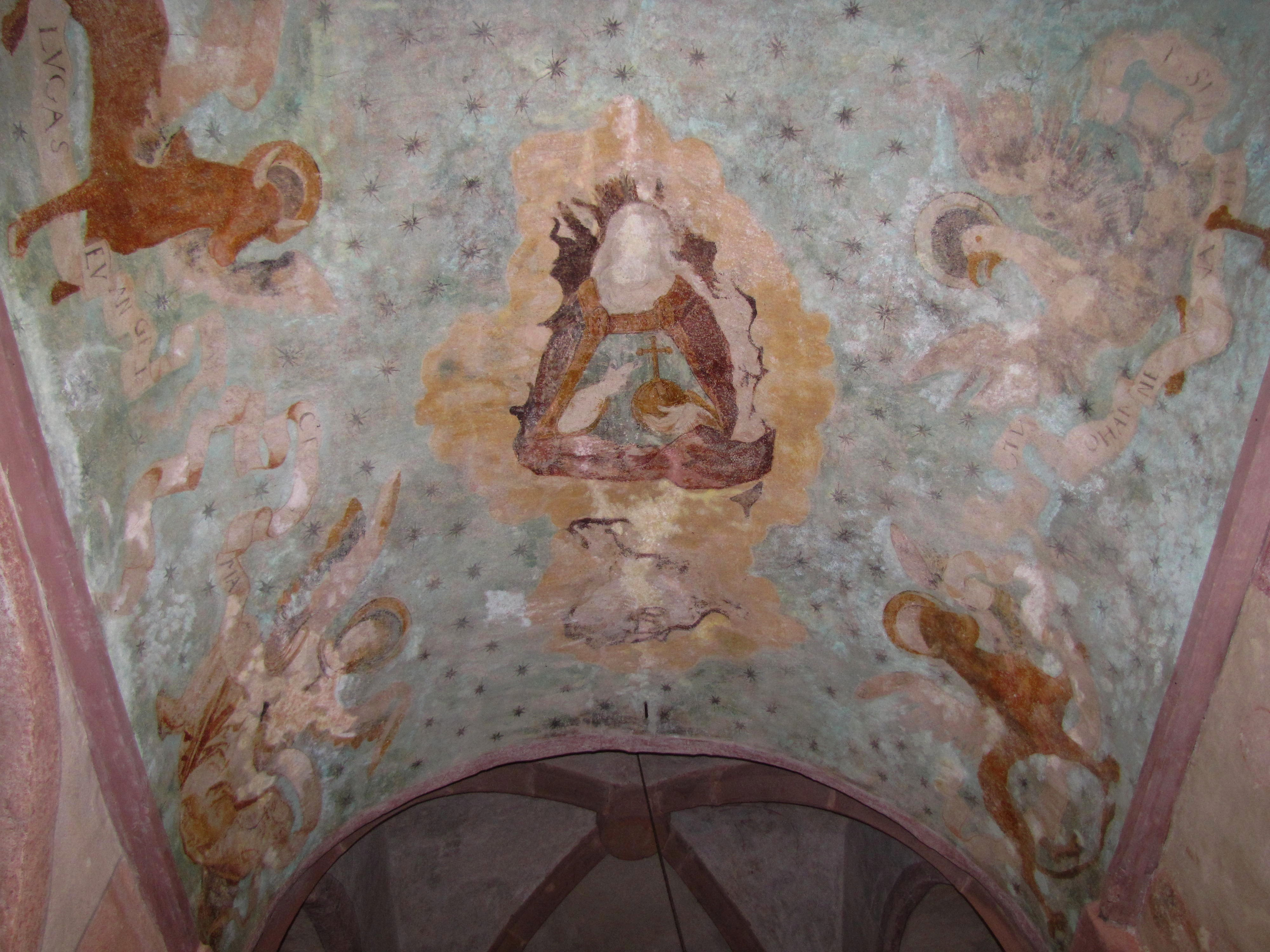